# Bröderna Börjesson

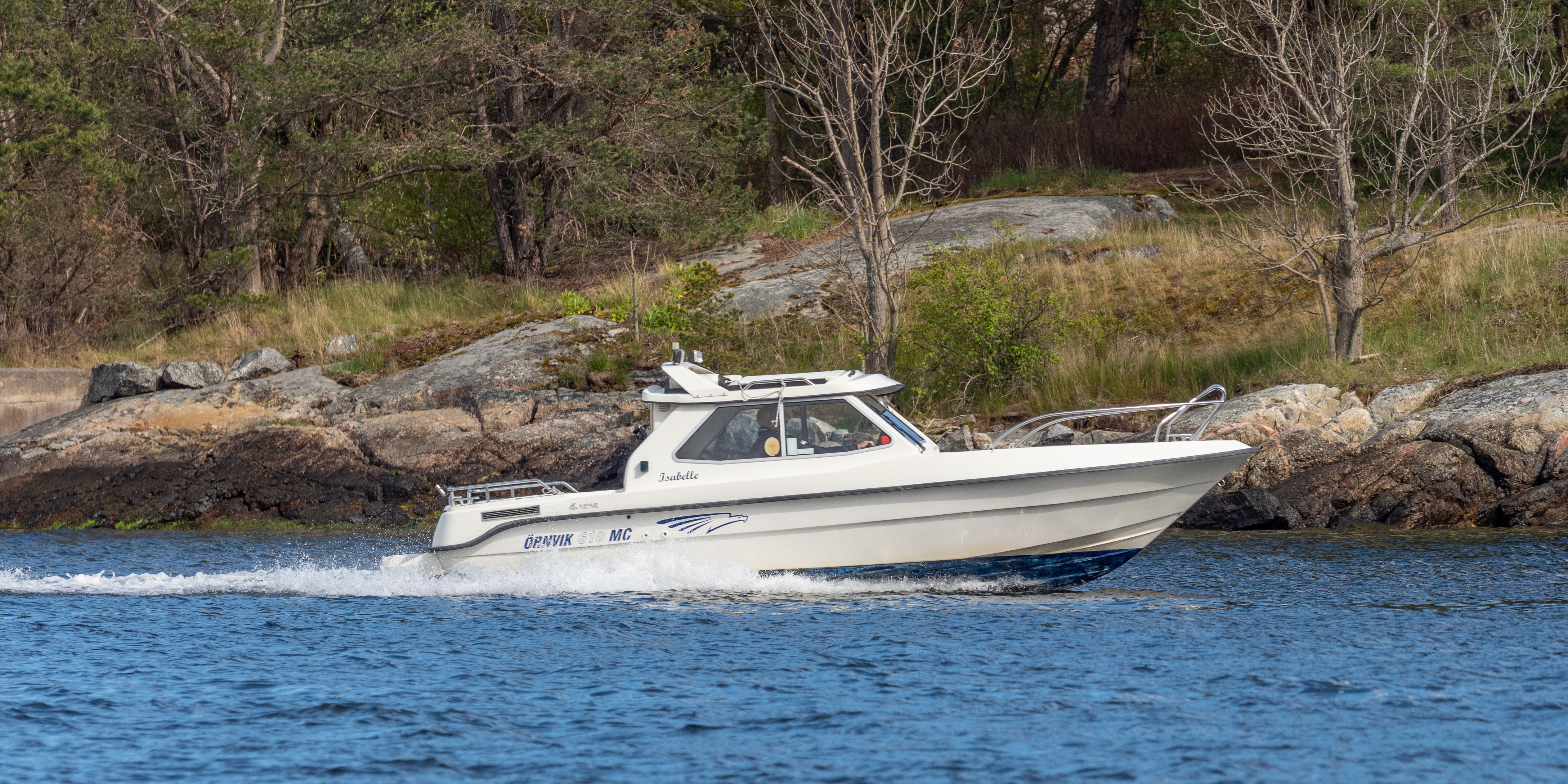
Örnvik 619 MC

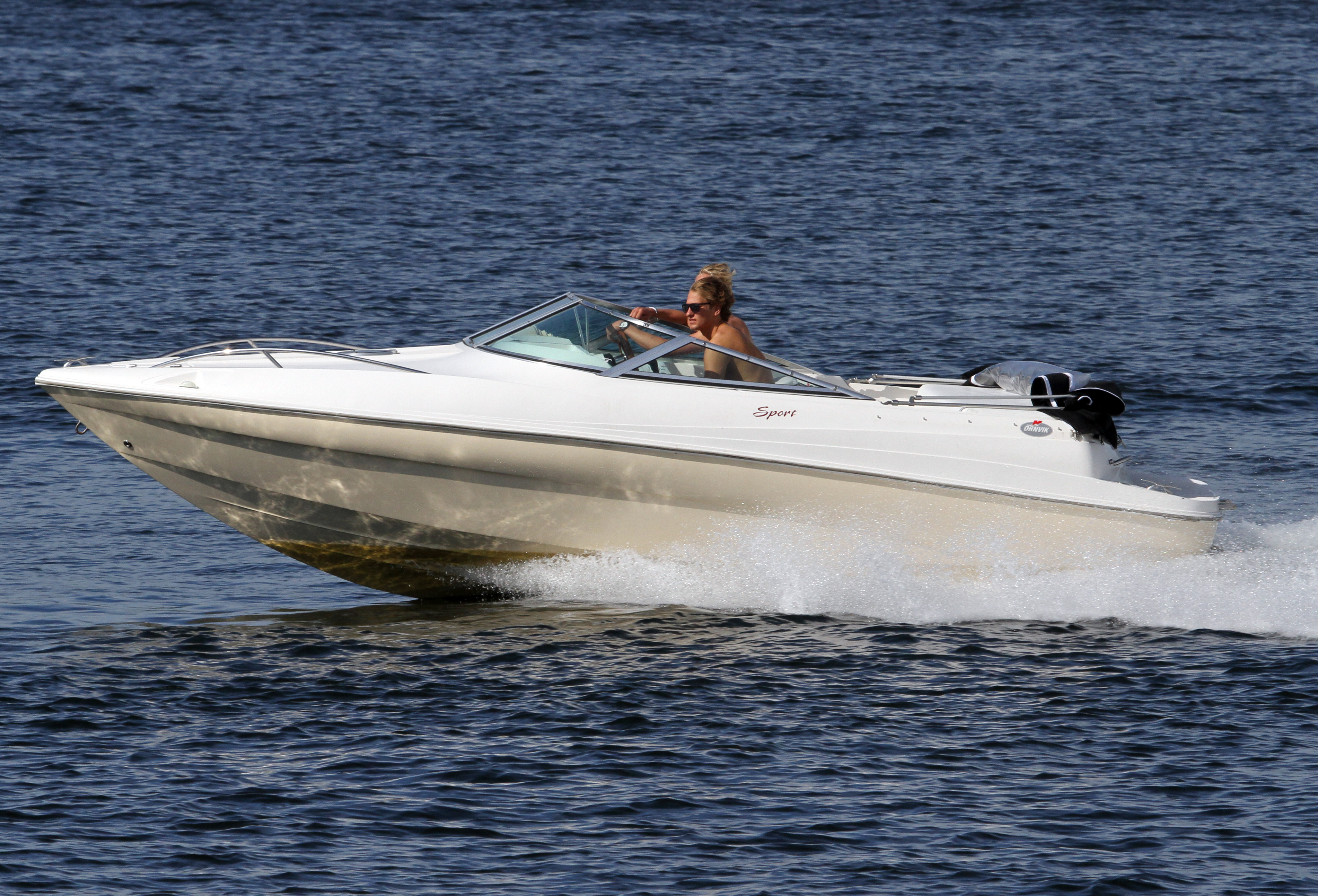
Örnvik Sport

AB Bröderna Börjesson var ett svenskt företag, som grundades 1899 i Bjästa söder om Örnsköldsvik som ett garveri. Hans söner började 1926 sy handskar, och Börjessons blev omkring 1960 Sveriges största handskfabrik. 
Under 1960-talet, under bröderna Fridolf och Torsten Börjesson, expanderade företaget och kompletterades för tillverkning av båtar i trä. Monteringshallar och virkestorkar blev klara 1965. I och med att plastbåtar då introducerades på marknaden, bytte företaget dock inriktning mot sådana.
Tillverkning av motorbåtar, varav den del var konstruerade av John Lindblom (född 1941), skedde under varumärket "Örnvik". Börjessons tillverkade också segelbåtar, bland andra Compis 28 och alla segelbåtar av märket Scanmar, de förra konstruerade av Bernt Andersson och de senare av Rolf Magnusson.
Familjen Börjesson sålde företaget på 1980-talet. Det var då en välkänd tillverkare av öppna motorbåtar och arbetsbåtar. Med nya ägare omorganiserades företaget och utvidgades, vilket ledde till konkurs 1991.